# .yu
A .yu Jugoszlávia, majd Szerbia és Montenegró internetes legfelső szintű tartomány kódja volt. Eredetileg 1989-ben hoztak létre Jugoszlávia számára, majd az ország felbomlása után átmenetileg Szlovénia örökölte meg. Csak harmadik szintű domaineket lehetett regisztrálni. Az igénylő csak cég vagy szervezet lehetett, és csak egy címet jegyeztethetett be. A domainek árusítása és átruházása tilos volt. A rendelkezésre álló második szintű tartományok:
- .ac.yu – felsőoktatási intézmények, szervezetek
- .edu.yu – oktatási intézmények
- .org.yu – független szervezetek
- .co.yu – vállalatok

A tartománykódra már 2006 óta nem lehetett új oldalakat regisztrálni, és 2009 októberében meg is szűnt volna, ám 2010 márciusáig hosszabbítást kértek. Ez alatt a három év alatt az oldalak nagy része átköltözött a szerbiai .rs vagy a montenegrói .me domain alá. Az ICANN becslése szerint néhány nappal a megszüntetés előtt még mintegy 4000 oldalt nem költöztettek el.